# Staro Selo (ort i Montenegro)
Staro Selo är en ort i Montenegro. Den ligger i den centrala delen av landet, 30 km norr om huvudstaden Podgorica. Staro Selo ligger 795 meter över havet och antalet invånare är 321.
Terrängen runt Staro Selo är kuperad norrut, men söderut är den bergig. Runt Staro Selo är det ganska glesbefolkat, med 48 invånare per kvadratkilometer. Närmaste större samhälle är Nikšić, 14,5 km väster om Staro Selo. Omgivningarna runt Staro Selo är en mosaik av jordbruksmark och naturlig växtlighet.